# Андреевская церковь (Киев)
Андре́евская це́рковь (укр. Андріївська церква) — православный храм в Киеве, освящённый во имя апостола Андрея Первозванного. Построен в стиле елизаветинского барокко по проекту Бартоломео Растрелли в 1747—1753 годах на Андреевской горе. Расположен на крутом правом берегу Днепра, над исторической частью города — Подолом. Вниз от Андреевской церкви идёт Андреевский спуск, соединяющий верхний город с нижним.
Принадлежит ставропигии Константинопольского патриарха на Украине. Литургии проводят священнослужители Константинопольской православной церкви.

## История
Церковь была сооружена по проекту Бартоломео Растрелли по приказу императрицы Елизаветы Петровны в 1749—1754 годах на месте, где, по преданию, апостол Андрей Первозванный во время его путешествия на север воздвиг крест (согласно «Повести временных лет»). Строительные работы производились местными мастерами под руководством московского архитектора Ивана Мичурина. Оригиналы чертежей Андреевской церкви хранятся в венской Альбертине.

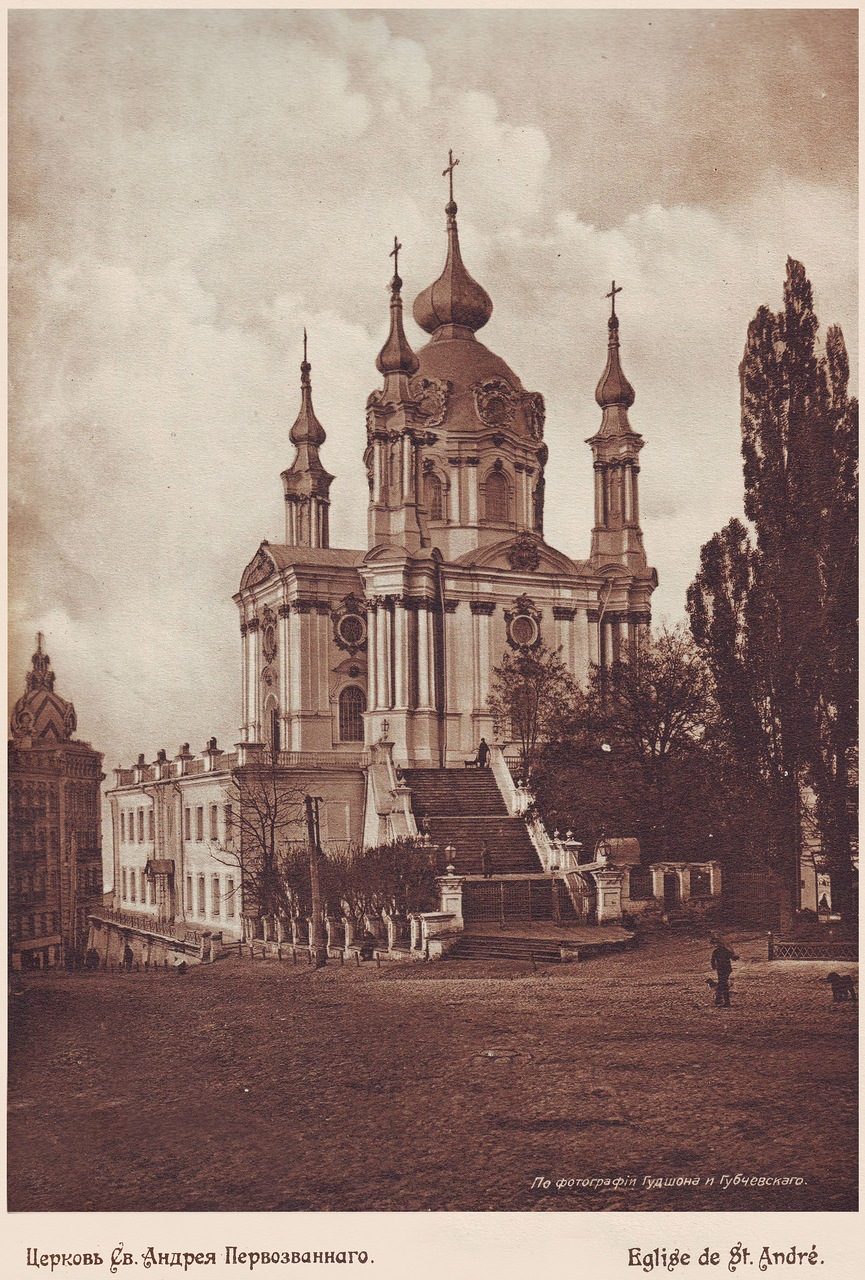
На открытке 1911 года

Во время визита в Киев в 1744 году богомольная императрица собственноручно положила в основание нового храма первый камень. Первый проект церкви составил немецкий зодчий Иоганн Готфрид Шедель, с 1731 года работавший в Киеве на реконструкции Киево-Печерской лавры и перестройки зданий Софийского монастыря. Но проект не понравился императрице и она приказала обер-архитектору Растрелли составить новый.
Строительные работы начались осенью 1747 года, закончились в 1753 году, но храм был освящён только после завершения украшения интерьера в 1767 году. В сооружении Андреевской церкви принимали участие русские, украинские, белорусские и польские мастера: Н. Алексеев, П. Ржевский, М. Чвитка, Я. Шевлицкий, В. Клецковский, П. Цегу и другие.
В 1894 году деревянные конструкции главного купола были замены железными.
С 1949 года в стилобате храма размещалась Киевская духовная семинария (закрыта в 1960 году), а в самом храме хранились мощи святой великомученицы Варвары. Вскоре после закрытия семинарии под предлогом «аварийного состояния» была закрыта и Андреевская церковь (при этом мощи святой Варвары были перенесены во Владимирский собор).
В 1968 году церковь в качестве музея открыли для посетителей. В мае 2008 года секретариат президента Виктора Ющенко передал Андреевскую церковь с баланса Национального заповедника «София Киевская» Украинской автокефальной православной церкви. Церковь входит в состав Национального заповедника «София Киевская».
Состояние Андреевской церкви заметно улучшилось после капитальных работ по укреплению склона, на котором расположено здание, и капитальной реконструкции дороги Андреевского спуска. Эти и другие работы были выполнены перед Евро-2012. Склон под Андреевской церковью был укреплён по специальному проекту анкерами, а грунт армирован полимерными материалами. Деревья и кустарники были полностью удалены. Таким образом, склону был придан первозданный вид, и улучшен обзор Андреевской церкви с северной и восточной сторон. Однако в охранной зоне Андреевской церкви и Андреевского спуска продолжают строить дома, что ухудшает состояние памятника.
18 октября 2018 года Верховная рада Украины приняла закон «Об особенностях пользования Андреевской церковью Национального заповедника „София Киевская“», согласно которому Андреевская церковь передана в постоянное пользование Константинопольскому патриархату для размещения там ставропигии (представительства). 7 ноября президент Пётр Порошенко подписал одобренный Верховной радой законопроект, который предусматривает, что Андреевская церковь, объект культурного наследия и памятник архитектуры, находящийся в государственной собственности, передаётся в безвозмездное постоянное пользование Вселенскому патриархату для совершения богослужений, религиозных обрядов, церемоний и процессий.
13 декабря 2020 (в день Святого Андрея), после 11 лет реставрационных работ, церковь была открыта. Торжественную литургию совершил представитель Вселенского Патриарха — митрополит Галльский Эммануил (Адамакис) вместе с настоятелем храма епископом Команским Михаилом (Анищенко). С 15 декабря 2020 церковь открыта для всех желающих.

## Описание

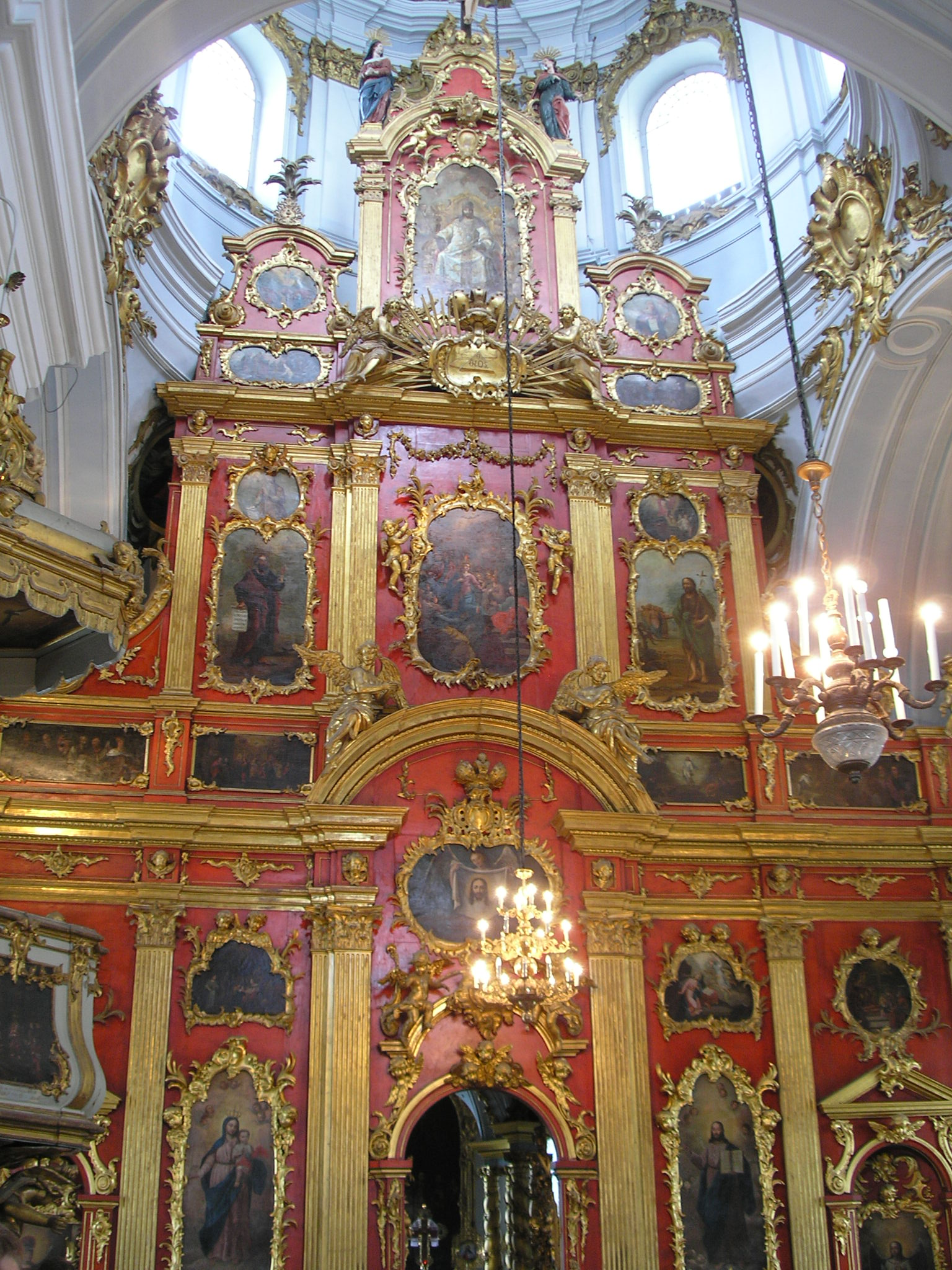
Фрагмент иконостаса

Церковь парадно «вознесена» на вершину Андреевской горки, и это движение повторяют её колонны, пилястры и башни. Всё сооружение находится на высоком подклете с широкими лестницами. На подклете образуется галерея с балюстрадой, с которой открывается живописная панорама Подола и Днепра. Высота церкви — 46 м, с крестом — 50 м (с подклетом — 64 м). Тютчев писал про Киев:
Там, где на высоте обрыва

Воздушно-светозарный храм

Уходит выспрь — очам на диво —

Как бы парящий к небесам…
В плане церковь представляет собой «неполный квадрат с обрезанными углами» (И. Э. Грабарь) (31,5 Х 22,7 м), место которых занимают выступы, несущие четыре башни западноевропейского типа, с луковичными навершиями, характерными для северонемецкого барокко. Однако вместе с центральным куполом они создают впечатление традиционно русского пятиглавия. Углы кубического объёма церкви сильно раскрепованы за счёт собранных в пучки колонн коринфского ордера на высоких постаментах. Отстоящие от центрального барабана башни значительно отличают композицию храма от построек самого Растрелли и являются находкой Мичурина, они ближе московским традициям.
Росписи интерьера выполняли известные столичные живописцы И. Я. Вишняков и А. П. Антропов, а также украинские художники Г. К. Левицкий-Нос, И. Роменский и И. Чайковский. Резьбу по дереву выполняли в Санкт-Петербурге И. Домаш, А. Карловский, К. Орейдах, И. Цунфер.

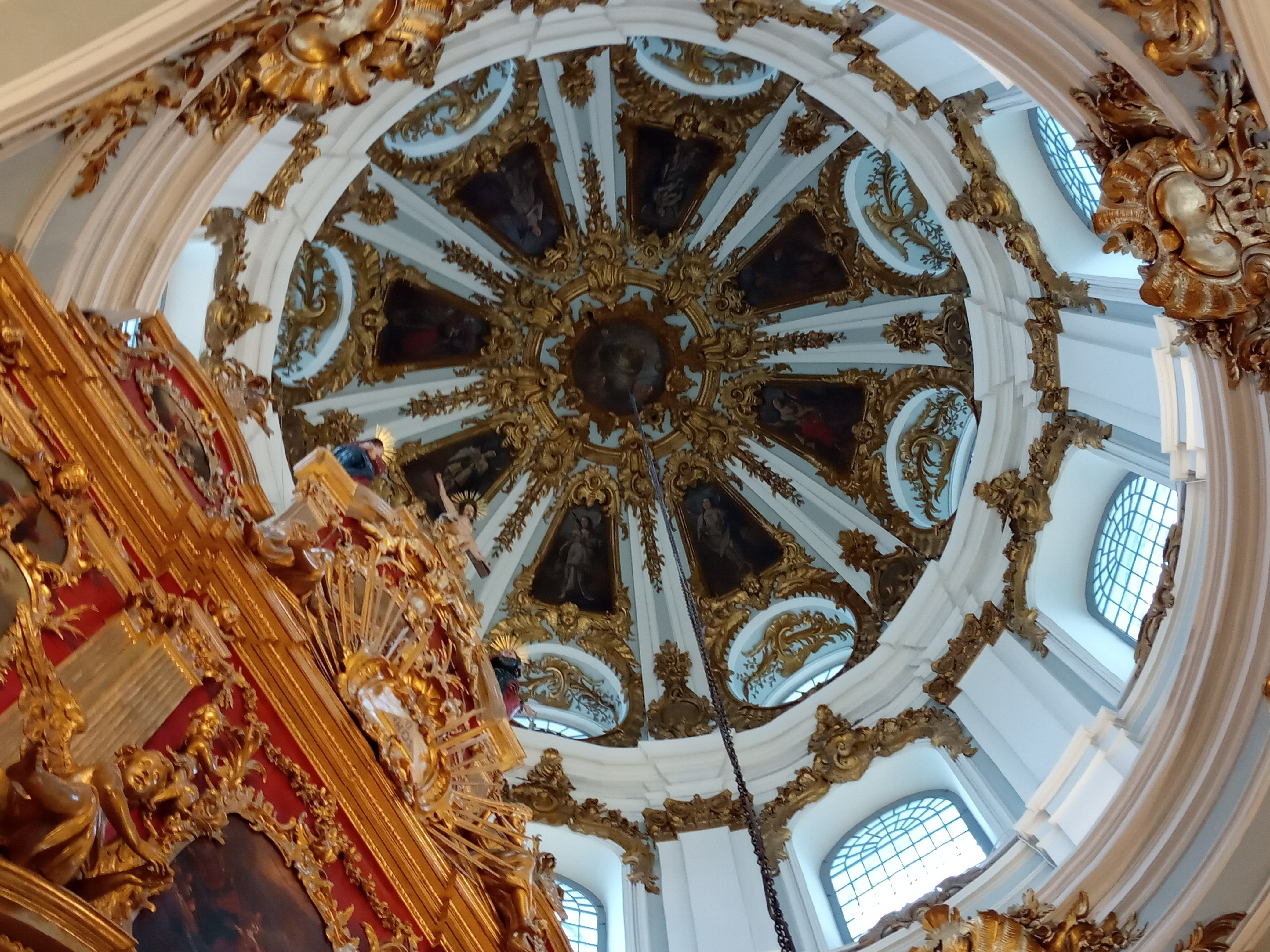
Купол церкви

Храм знаменит своим барочным иконостасом (1754—1761), который был изготовлен по рисунку Б. Ф. Растрелли петербургскими мастерами из липы с покрытием сусальным золотом. Собран на месте по частям. Примечателен цвет иконостаса — ярко-красный. Резные детали иконостаса создавали мастера Михаил Чвитки, Яков Шевлицкий, Василий Клецковський, Иосиф Домаш, Андрей Карловский, Матвей Мантуров, Давид Устарс, Христофор Орейдах и Иоганн Цунфер, монтажный работами руководил мастер Иоганн Фридрих де Грот. Позолотные работы выполняли Франсуа Лепренс и Иван Евстифеев.
Над иконами работали И. Я. Вишняков с учениками (Алексей Бельский, Алексей Поспелов, Андрей Ерошевский, Пётр Семёнов, Иван Фирсов; всего 25 икон) И. Роменский, И. Чайковский (иконы на оборотной стороне иконостаса). Вишняков расписал также кафедру, купол, ряд икон иконостаса и образов в алтаре. Символическая композиция в нижнем ярусе иконостаса изображает семь таинств. Среди икон: «Проповедь апостола Андрея» украинского художника Патона Бориспольца и картина латышского художника Иоганна Эггинка «Святой князь Владимир выбирает веру».
На обратной стороне иконостасной стены изображены сцена поклонения царей Царю небесному (вероятно, кисти Г. К. Левицкого). За престолом — образ Тайной вечери, выполненный Антроповым. Ему же принадлежат иконы «Сошествие Святого Духа на Апостолов», «Нагорная проповедь Христа» (украшают кафедру).
Главными святынями церкви в дореволюционное время считались «часть святых мощей Андрея Первозванного», привезённые из Италии, и Евангелие в драгоценном окладе — подарок императора Александра.
В оформлении церкви принимали участие художники Иван Вишняков с учениками (25 икон), И. Роменский, И. Чайковский (иконы на оборотной стороне иконостаса), а также Алексей Антропов, расписавший кафедру, купол, ряд икон иконостаса и образов в алтаре. Символическая композиция в нижнем ярусе иконостаса изображает семь таинств. Среди икон сцена проповеди апостола Андрея среди киевлян киевского художника П. Бориспольца и картина И. Эггинка, на которой святой князь Владимир выбирает веру. На обратной стороне иконостасной стены изображены символические картины, в частности, сцена поклонения царей Царю небесному (вероятно, кисти Григория Левицкого). За престолом — образ Тайной вечери, выполненный Антроповым. В интерьере отличаются изящными линиями собор для проповедей с балдахином, который поддерживают два ангела. Кафедру украшает резьбы и росписи, иллюстрирующие евангельские притчи. В этом сооружении сплелись достижения европейского искусства, воплощённые Растрелли, и украинских художественных традиций с их лиризмом, ясностью форм и красок.

## Настоятели
- В 1950-х годах настоятелем был Николай Капшученко[13].
- 14 мая 1942 года в Андреевской церкви был рукоположён во епископа Переяславского Мстислав (Скрипник), будущий первый Патриарх Киевский и всея Украины. Здесь же он проводил богослужения во время своего пребывания на Украине в 1990—1992 годах.
- В 2000—2015 годах настоятелем собора был Мефодий, митрополит Киевский и всея Украины, предстоятель Украинской автокефальной православной церкви.
- Со 2 февраля 2019 года настоятелем Андреевской церкви является титулярный епископ команский и экзарх Вселенского патриарха в Киеве Михаил (Анищенко).

## В кино
В Андреевскую церковь шли венчаться герои фильма «За двумя зайцами» (1961) Свирид Петрович и Проня Прокоповна.

## Галерея

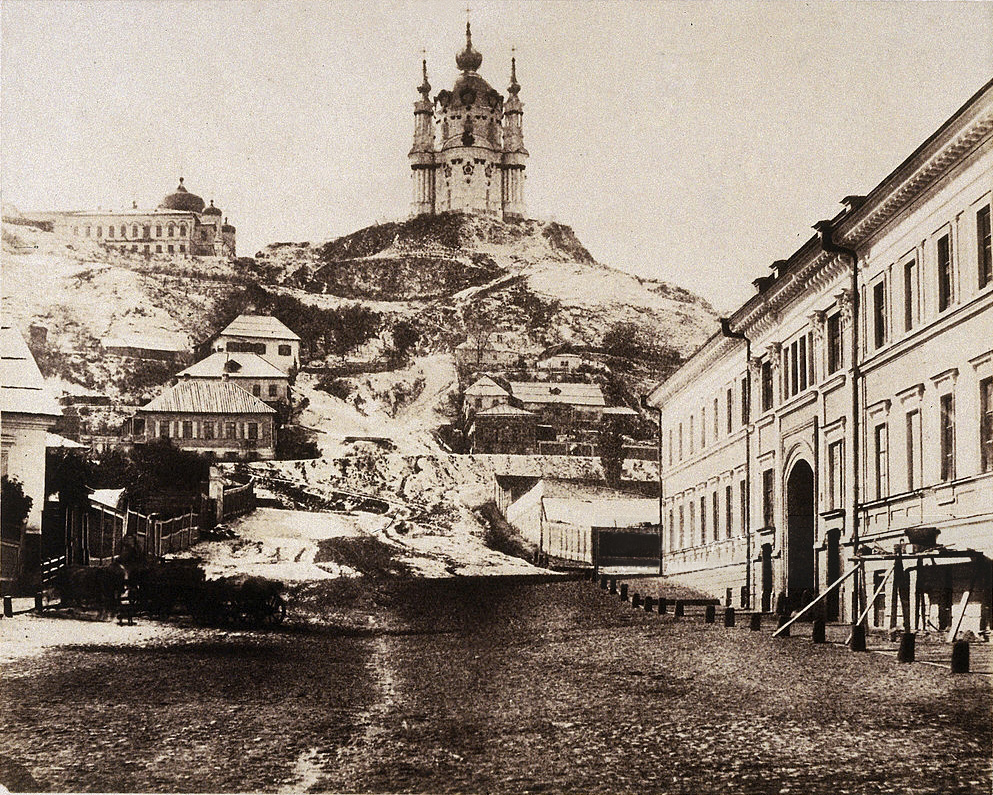
Церковь на фото 1853 года
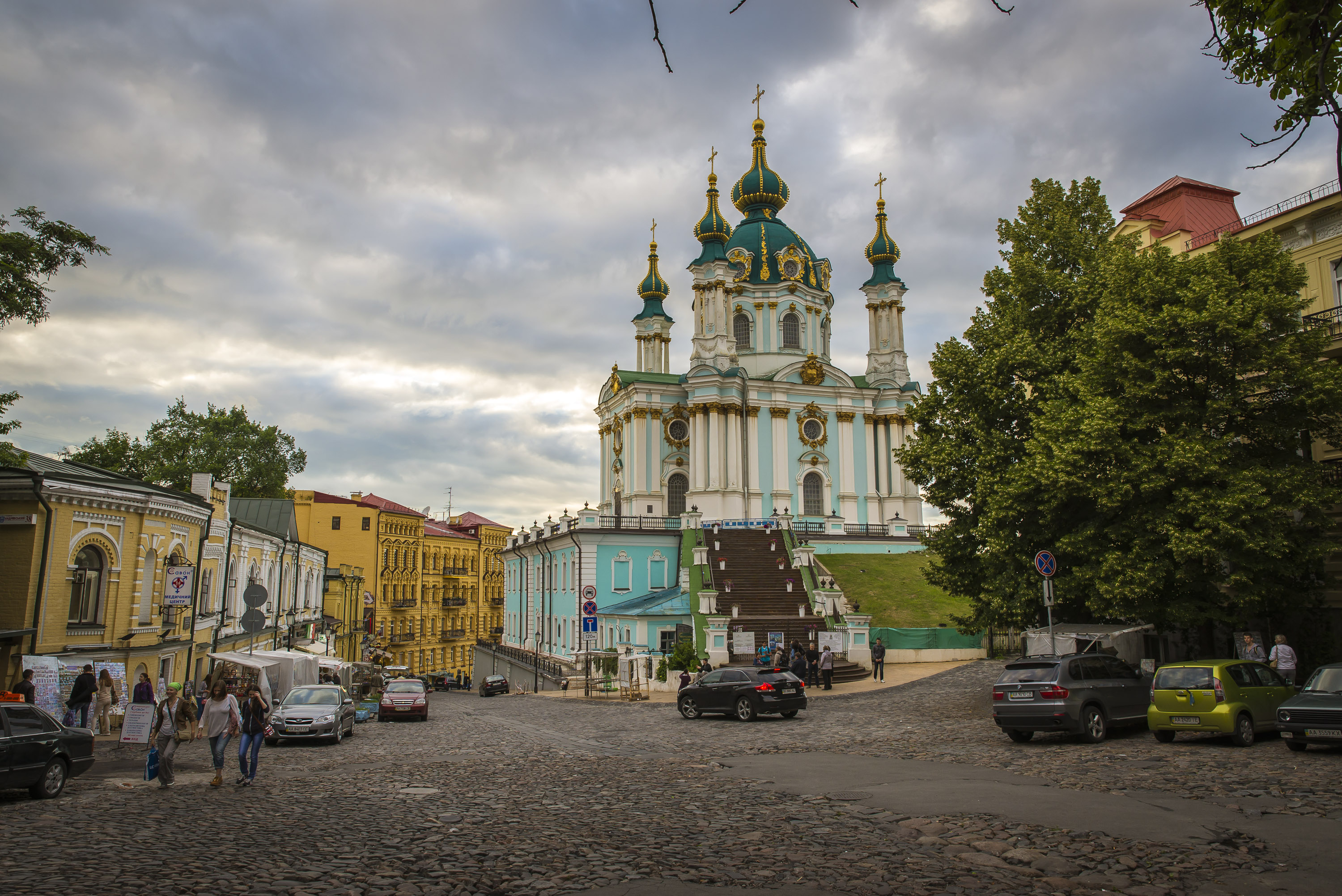
Общий вид
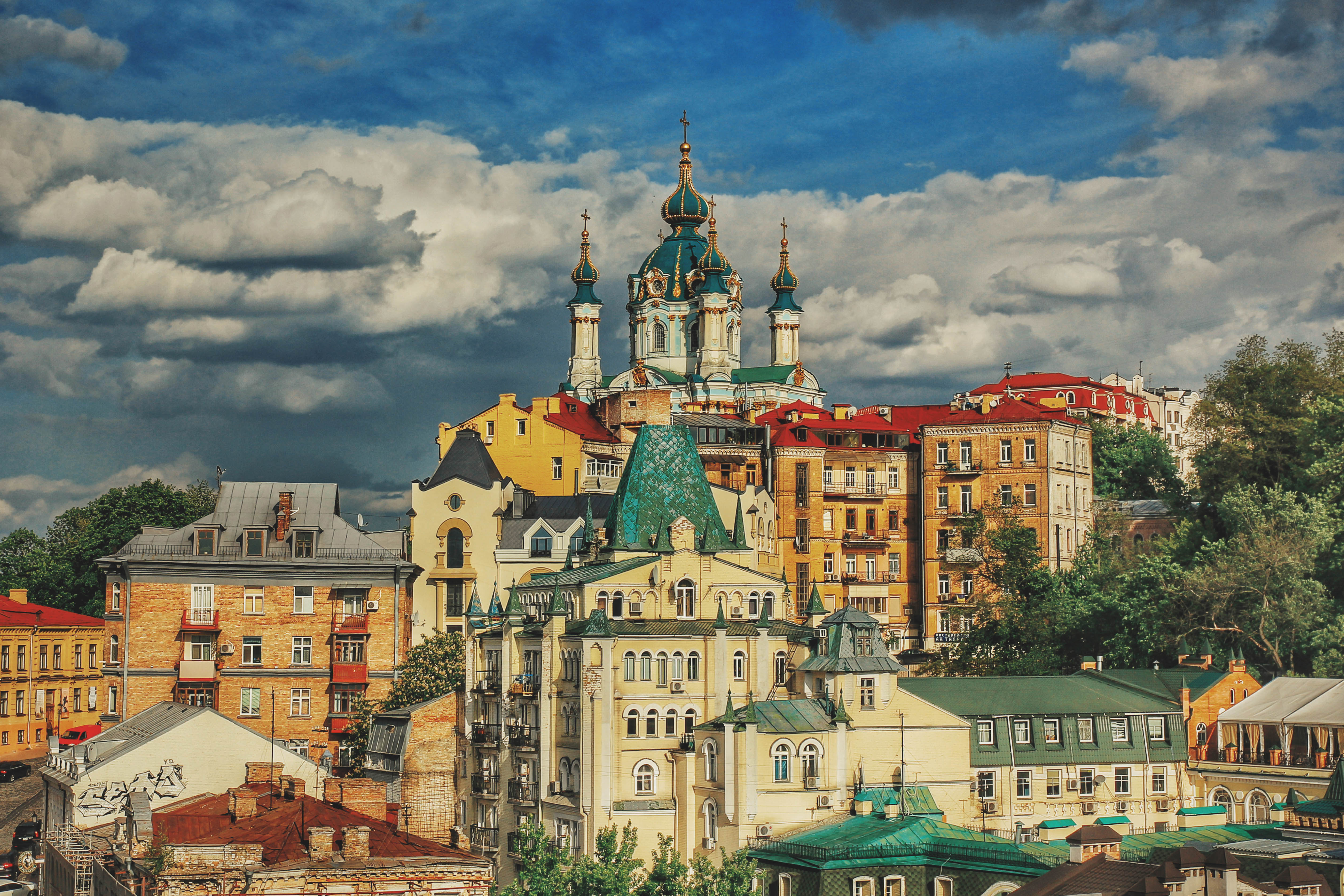
Вид с Подола на церковь
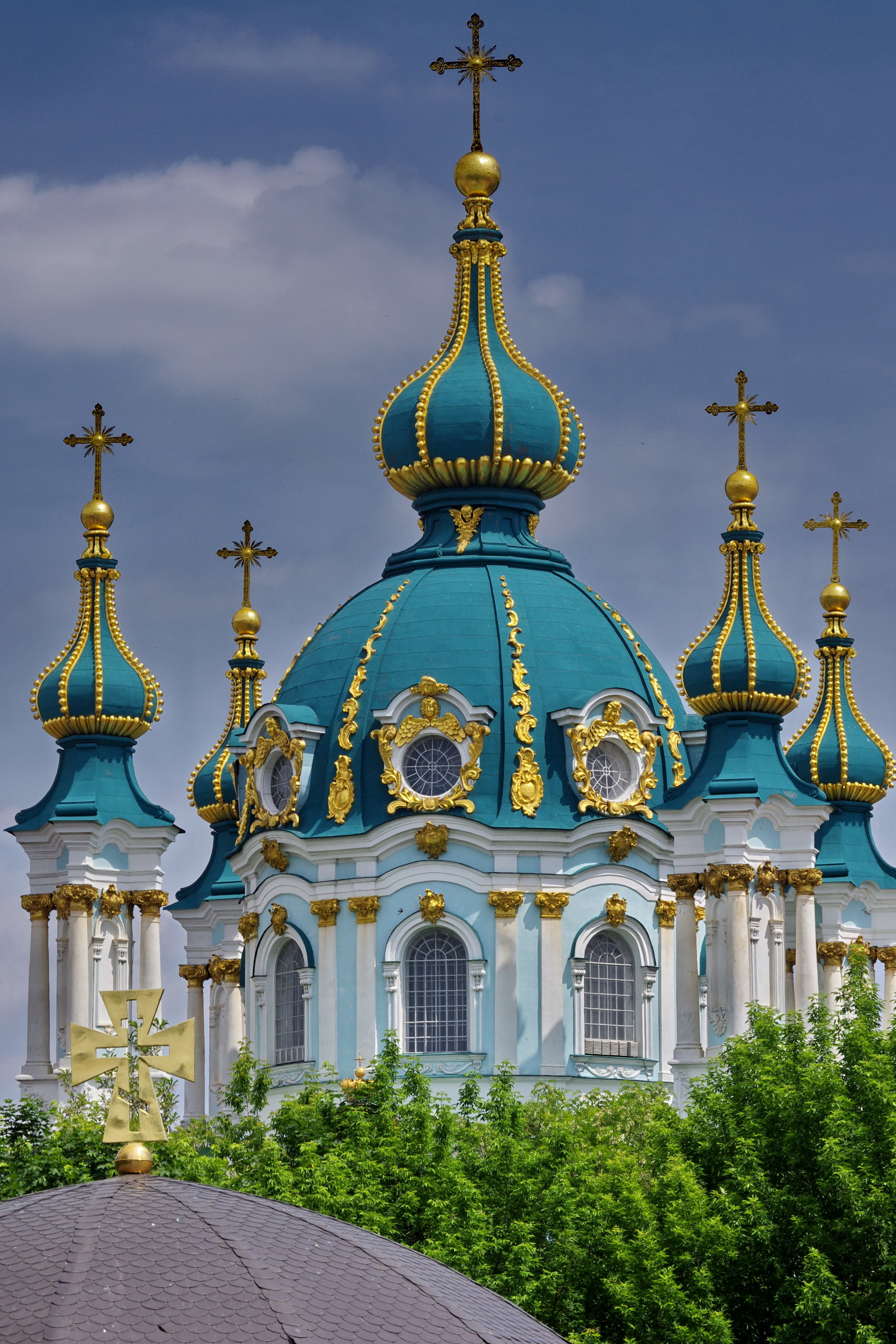
Купола
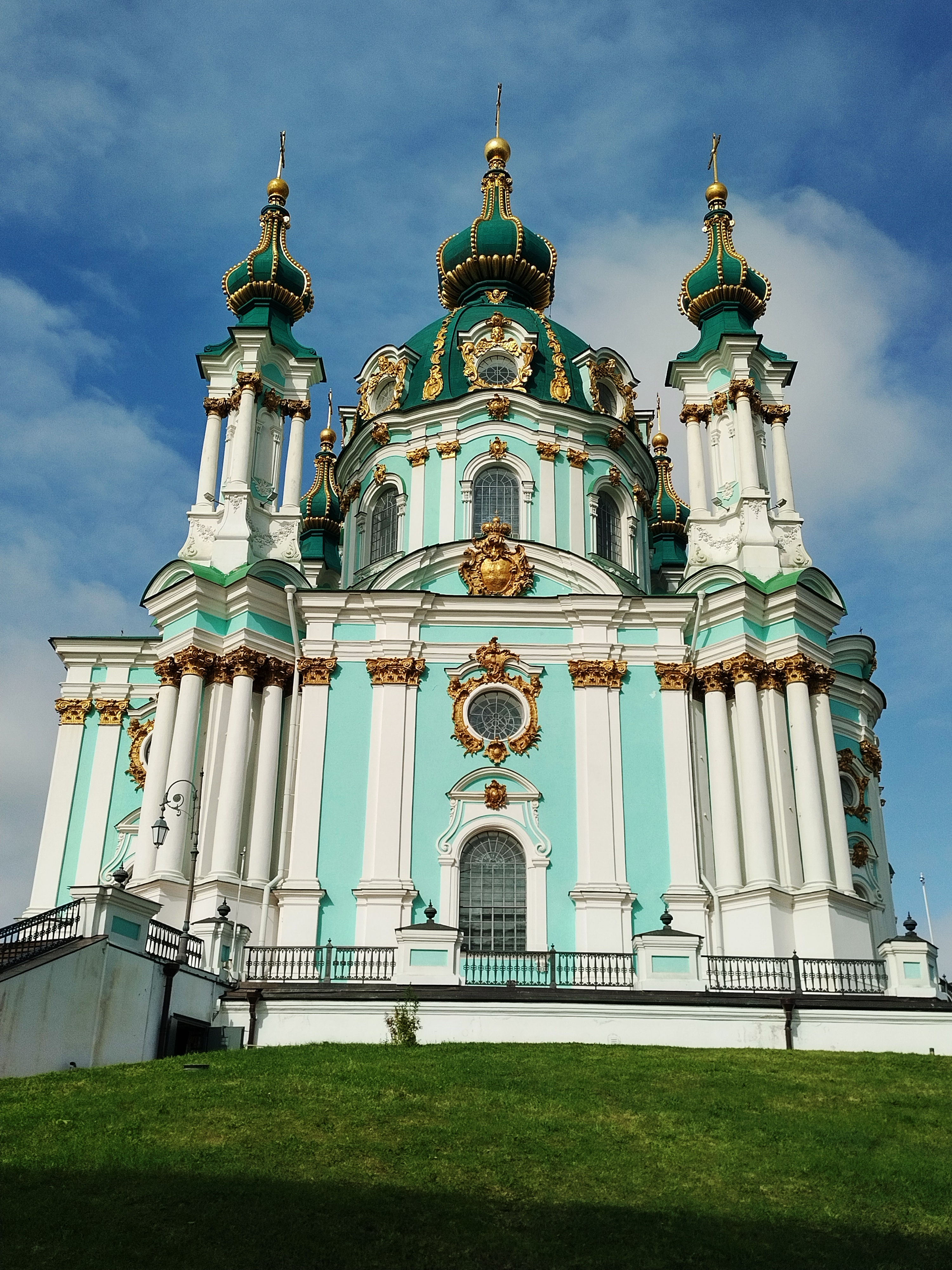
Фасад церкви после реконструкции (2021)
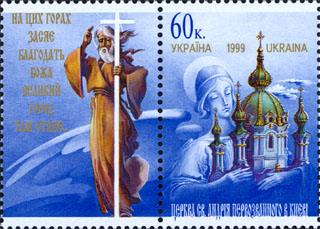
«Церковь святого Андрея Первозванного в Киеве», почтовый блок Украины, 1999